# Dit Is In Abrahams Schoot
Dit Is In Abrahams Schoot is een evangelisch-lutherse kerk in de Nederlandse plaats Gorinchem.
Deze kerk is van oorsprong een zogenaamde schuilkerk. Het gebouw is sinds 4 mei 1966 ingeschreven als rijksmonument.